# Alan Hayes Davidson
Alan Hayes Davidson, o simplement Alan Davidson, (1960 – 2018) fou un arquitecte britànic.
Va fundar l'estudi de visualització arquitectònica Hayes Davidson i va ser pioner en la visualització arquitectònica entre 1989 i 1995. Va estar casat breument amb Elaine Scott Davidson (nata Cowell) el 2016 fins a la seva mort el 2018.

## Primers anys de vida
Alan Hayes Davidson va néixer el 9 de juliol de 1960, d'Anne Pretyman Davidson (nascuda Hayes) (1922–2017) i Alexander Munro Davidson (1927–1978). Es va formar com a infermera i llevadora abans de treballar com a auxiliar de vol de les companyies aèries Airwork, precursora de BOAC. Es va casar amb l'advocat Alexander Davidson a Londres el 1959. Alan va néixer el 1960, la seva germana Jane el 1961.
Alan va assistir a Robert Gordon's College a Aberdeen (1965-1977). Va ser un esportista entusiasta (grill, bàdminton, esquí), artista i músic. El seu pare va morir el 1978 quan tenia 17 anys. Va assistir a la Universitat d'Edimburg del 1978 al 1984, primer estudiant Belles Arts i després Arquitectura.

## Tecnologia
El 1979 va comprar un Sharp MZ80k, un dels primers microordinadors de consum, el començament d'un interès vitalici per la tecnologia i la informàtica. Va treballar per primera vegada a Suva, Fiji, durant el seu any d'arquitectura "a la pràctica" el 1982 a "Architects Pacific", una pràctica dirigida per Stuart Huggett. En acabar la carrera d'arquitectura, Davidson es va traslladar a Londres i va treballar com a arquitecte i il·lustrador d'arquitectura, fent servir el programari beta “Schema” de Macintosh i de la Universitat Harvard com a part central del seu procés d'il·lustració.
El 1989 Alan va renunciar al seu paper d'arquitecte i va fundar Hayes Davidson. Amb seu a Londres, Hayes Davidson va ser la primera pràctica de visualització arquitectònica basada en CGI del Regne Unit.
Era un àvid lector de Marvin Minsky i Jaron Lanier, i tenia la ferma convicció que el modelatge i la representació en 3D no eren només una ajuda per als artistes, sinó que el que era més important era una part inevitable i essencial del campament necessari per conduir a una simulació total. recreació del món que ens envolta, així com nous mons.
El 1996, Alan va dissenyar i fer créixer l'estudi londinenc de Hayes Davidson, "a partir del qual ha desenvolupat una base de clients internacionals de dissenyadors i arquitectes de primer nivell mundial".
Alan va col·laborar amb la "Richard Rogers Partnership" (rebatejada RSHP el 2007) en projectes importants com Channel 4 i Terminal 5 a Heathrow. Van seguir altres grans clients arquitectònics, com ara Zaha Hadid, Norman Foster i Wilkinson Eyre. El 1995, HD comptava amb un equip de vuit i va ser pioner en molts enfocaments diferents de l'arquitectura CGI, incloent il·lustracions interactives, animacions i sistemes de pantalla tàctil. HD va guanyar el premi CICA d'il·lustració arquitectònica tres anys seguits.

## 21 Conduit Place
El 1997 Alan va comprar i reformar un magatzem a Paddington, que anteriorment feia servir el músic Peter Gabriel, i, treballant amb Toh Shimazaki Architects, va crear un estudi construït específicament per a la il·lustració arquitectònica basada en CGI. Era un apassionat de l'educació contínua per a artistes i una instal·lació dedicada a l'edifici permetia realitzar seminaris setmanals, que continuen fins als nostres dies. L'equip va créixer ràpidament fins als 25. L'estudi de 5.000 metres quadrats amb un sostre de 10 metres d'alçada i una pantalla de projecció de 15 metres d'amplada continua sent un espai impressionant per als clients i les festes.

## Hayes Davidson
L'estudi va rebre l'encàrrec d'il·lustrar molts edificis coneguts i emblemàtics de Londres abans de construir-los o ampliar-los, inclosos el London Eye, la Tate Modern, el Millennium Dome (ara O2), la Royal Academy, el Royal Festival Hall i el British Museum. El RIBA va recollir obres de l'estudi el 2002 per a la col·lecció de dibuixos de RIBA; algunes d'aquestes imatges es van exposar a les galeries Architectural de la V&A.
Reconegut com a expert en la visualització de l'arquitectura i l'entorn construït, l'estudi es va guanyar la reputació de col·laborar amb molts dels millors arquitectes i dissenyadors del món, inclosos Kengo Kuma, Jean Nouvel i Thomas Heatherwick en projectes ubicats a tot el món.
Des de l'any 2000, l'estudi ha continuat desenvolupant les seves tècniques de visualització basades en CG i el 2015 ha produït més de 20.000 imatges "virtuals" o CGI des que es va fundar. El 2014 va celebrar el seu 25è aniversari.
Alan volia que l'estudi publiqués el seu treball; en el moment de la seva mort, s'havien publicat 2 llibres en alta definició: Hayes Davidson i Hayes Davidson Book Two. A cada llibre, insistia en agrair a tots els artistes passats i presents, ja que creia que era un esforç col·laboratiu el que junts havia produït l'obra.
Era un apassionat de Londres i estudiava la fisiologia i la psicologia de veure la ciutat, cosa que el va fer aparèixer com a testimoni expert en investigacions públiques sobre els principals esdeveniments londinencs. Va rebutjar el que considerava la pseudo-ciència de les directrius oficials de Londres per a la col·locació d'edificis grans o alts, en lloc d'haver proposat un enfocament centrat en l'ésser humà basat en la comprensió de com veiem i notem la forma construïda.
Alan va liderar el pas de Hayes Davidson cap a la propietat dels empleats el 2015. Va explicar aleshores "Aquest canvi reforça la veritable col·laboració d'un estudi professional de visualització arquitectònica. La propietat dels empleats reflecteix molts dels valors importants que ja es mantenen a Hayes Davidson; de col·laboració, transparència i suport mutu. " L'estudi funciona sota un sistema de gestió distribuït. Després del seu diagnòstic, Alan va començar a ocupar un paper secundari. L'estudi celebra el seu 30è any el 2019, cosa que el converteix en l'estudi de visualització arquitectònica més antic del Regne Unit i més enllà.

## Malaltia de la neurona motora
Al 2012 se li va diagnosticar una malaltia de les neurones motores el 2012. La malaltia de les motoneurones, coneguda com ELA (Esclerosi Lateral Amiotròfica), és un grup de trastorns neurodegeneratius que afecten selectivament les neurones motores, les cèl·lules que controlen els músculs voluntaris del cos. El risc de desenvolupar ELA d'una persona a la vida és d'1 de cada 300 i afecta fins a 5.000 adults al Regne Unit alhora. De mitjana, la malaltia mata un terç de les persones en un any i més de la meitat en els 2 anys posteriors al diagnòstic.

## La Fundació Alan Davidson
Alan va establir una fundació benèfica el 2015 i va dedicar la majoria dels seus béns a bones causes a través de la Fundació. La Fundació Alan Davidson dona suport a moltes causes, inclosa la investigació de l'ELA i l'atenció a persones amb malalties neurològiques discapacitants. En el moment de la seva mort, havia donat més d'un milió de lliures esterlines a bones causes.